# Tor Kihlman
Tor Staffan Daniel Kihlman, född 8 december 1934 i Göteborg, död 23 april 2024, var en svensk väg- och vattenbyggnadsingenjör samt professor i byggnadsakustik.
Kihlman, som var son till filosofie licentiat Herman Kihlman och filosofie magister Karin Olsson, utexaminerades från Chalmers tekniska högskola 1957, blev teknologie licentiat där 1962 och teknologie doktor vid Lunds tekniska högskola 1967. Han blev laborator i byggnadsakustik vid Lunds tekniska högskola 1968, professor i samma ämne vid Chalmers tekniska högskola 1969 och var prorektor för sistnämnda högskola 1983–1989. Han invaldes som ledamot av Kungliga Ingenjörsvetenskapsakademien 1985 och tilldelades Chalmersmedaljen 2000.